# Kom du ljuva hjärtevän
Kom du ljuva hjärtevän (Madrigal) är en sång i arrangemang för manskör, och torde vara den vanligast förekommande serenaden i manskörsrepertoaren. Arrangemanget är av Carl Schreiber, med titeln Minnelied, och bygger på en medeltida melodi ur sångspelet Le jeu de Robin et Marion av Adam de la Halle. 
Originaltexten på medeltidstyska förekommer i samlingen Carmina Burana och börjar ”Chume, chum, geselle min” (Komm, komm Geselle mein). Den svenska tolkningen är av Einar Ralf.